# 스타쉽 트루퍼스 3
스타쉽 트루퍼스 3(Starship Troopers 3: Marauder)은 독일에서 제작된 에드워드 누메이어 감독의 2008년 SF, 액션, 모험, 공포 영화이다. 캐스퍼 반 디엔 등이 주연으로 출연하였고 데이빗 랜커스터 등이 제작에 참여하였다.

## 출연

### 주연
- 캐스퍼 반 디엔
- 조렌 블라록

### 조연
- 스티븐 호간
- 보리스 코조
- 아만다 도노호
- 마넷 패터슨
- 대니 케오이
- 스텔리오 사반트
- 세실 브레시아
- 가스 브레이텐바크
- 그레이엄 리처즈
- 코키 폴코
- 스티븐 제닝스
- 안소니 비숍
- 그랜트 스완비
- 데이먼 베리
- 조 바즈
- 칼 타닝
- 타이론 케오그
- 애드리언 콜린스
- 케빈 오토
- 빅토리아 바렛
- 코리 버튼
- 캐서린 옥센버그

## 제작진
- Line PD: 스티브 베수익
- Line PD: 그레이그 버클
- 공동제작: 조그 웨스터캠프
- 공동제작: 데이빗 위치트
- 협력프로듀서: 블로키 고든
- 미술: 실베인 긴그라스
- 세트: 그레엄 블렘
- 세트: 가이 폿기터
- 의상: 다이아나 실리어스
- 배역: 자넷 메인티스
- 배역: 채드윅 스트럭